# Fénis
 Fénis  Olaszország Valle d’Aosta régiójának egy községe.

## Földrajza

Fénis község Valle d'Aosta térképén

A Dora Baltea jobb oldalán található, Aostától 13 km-re.
A vele szomszédos települések: Chambave, Champdepraz, Champorcher, Cogne, Nus, Saint-Marcel és Verrayes.

## Látnivalók
- Fénis kastélya: olasz nemzeti műemlék, a valle d'aostai középkor legjellegzetesebb épülete.